# Oskar Svendsen
Pour les articles homonymes, voir Svendsen.
Oskar Nikolai Birger Svendsen, né le 10 avril 1994 à Lillehammer, est un coureur cycliste norvégien. Il devient champion du monde du contre-la-montre juniors en 2012, mais il met un terme à sa carrière deux ans plus tard.

## Biographie
En 2012, Oskar Svendsen devient champion de Norvège du contre-la-montre juniors (moins de 19 ans). Lors des championnats du monde juniors, il remporte également le titre dans le contre-la-montre. En 2013, il rejoint la catégorie des moins de 23 ans et signe son premier contrat avec l'équipe continentale norvégienne Joker Merida. Lors de sa première année, il a remporté le contre-la-montre par équipes du Circuit des Ardennes international et  termine cinquième du classement général du Tour de l'Avenir.
Après son record de VO2max (voir ci-dessous), il est considéré comme un grand talent, mais n'est pas à la hauteur des attentes. Il déclare à un journal norvégien : « C'était un peu effrayant aussi. Une telle performance suscite de très grandes attentes et vous devenez soudain une personne complètement différente. Je suis devenue une petite célébrité. » Après une saison de blessures et de maladies, en manque de motivation, il met en pause sa carrière de cycliste en 2014 et reprend ses études. En 2018, il confirme être passé à autre chose et ne pas avoir l'ambition de reprendre la compétition.

## Performances et capacités physiques
Oskar Svendsen détient le record absolu de VO2max enregistrée par un homme, qu'il avait réalisé lors des championnats du monde du contre-la-montre juniors à Valkenburg. Il a développé une VO2max estimée à 97,5 ml/kg/min, améliorant ainsi la performance du skieur Bjørn Dæhlie qui avait lui une VO2max équivalente à 96,0 ml/kg/min,. Cette performance est d'autant plus exceptionnelle que Svendsen n'était âgé que de 18 ans lors de ces championnats du monde.

## Palmarès
- 2012
  -  Champion du monde du contre-la-montre juniors
  -  Champion de Norvège du contre-la-montre juniors
  -  Champion de Norvège du contre-la-montre par équipes juniors (avec Sivert Fandrem et Njål Kleiven)
  - 2e du championnat de Norvège sur route juniors
- 2013
  - 3e étape du Circuit des Ardennes international (contre-la-montre par équipes)
  - 2e du championnat de Norvège du contre-la-montre par équipes
  - 5e du Tour de l'Avenir

## Classements mondiaux
| Année           | 2013 | 2014 |
| --------------- | ---- | ---- |
| UCI Europe Tour | 769e | 941e |